# 聖樹のパン
『聖樹のパン』（まさきのパン）は、山花典之の原作、たかはし慶行の作画による日本の漫画。『ヤングガンガン』（スクウェア・エニックス）において、2015年から2021年まで連載された。全121話。北海道小樽市を舞台として、優れた製パン技術を持ちながらも自信に欠ける主人公が、客たちや様々な人々との触れ合いを通じて成長していく様子を描いた作品である。

## あらすじ
北海道小樽市、ベーカリーとペンションを兼業するベーカリーペンション雪の森では、パン職人が病気で倒れて、パンが作れない日々が2か月にわたって続いている。本州から来道してきたほしの聖樹は、非凡なパン作りの才能を買われ、パン職人としてペンションに勤めることになる。パン職人として自信を失っていた聖樹は、彼の作るパンを食べて喜ぶ客たちに囲まれ、職人として少しずつ成長してゆく。
やがてホテル王の鷲爪源兵衛が、聖樹の母の百合子を賭けて、一流パン職人たちとの腕比べを聖樹に強いる。聖樹とその父に怨みを抱くグルメ記者の雨竜義郎もまた、姑息な手段で戦いを仕かける。聖樹は北海道で培った人脈と食材を駆使し、さらに名職人と謳われた父のパンの味を再現し、戦いに勝利を収める。
そして2020年以降のコロナ禍を乗り切った聖樹は、日常、客、仕事があることのありがたみ、仲間たちや小樽の町に支えられたことを実感し、皆に喜ばれる仕事を続けられることを願いつつ、「人に生きる力を与えるパン」を目指して、パンを作り続けてゆく。

## 登場人物
ほしの 聖樹（ほしの まさき）
主人公。ベーカリーペンション雪の森で働くパン職人。「人に生きる力を与えるパン」を作ることを目指している。22歳。
雪森 羽咲（ゆきもり うさぎ）
ベーカリーペンション雪の森の支配人を務める女性。聖樹のほのかに想いを寄せている。25歳。
雪森 桔音（ゆきもり きつね）
ベーカリーペンション雪の森のシェフ。羽咲の妹で、しっかり者。
橘 アリサ（たちばな アリサ）
札幌のベーカリーショップで働くパン職人。聖樹と同じ東京のパン学校の出身で、聖樹のライバル。
ほしの 百合子（ほしの ゆりこ）
聖樹の母。北海道出身で、作中では北海道外に在住。
ほしの 聖司（ほしの せいじ）
聖樹の父、百合子の夫。1990年代の日本のパン業界を牽引した人物。故人。
鷲爪 源兵衛（わしづめ げんべえ）
凄腕の実業家、世界のホテル王。妻の死を機に、百合子を我が物にしようと企む。
宮本 竹蔵（みやもと たけぞう）、小石 すず（こいし すず）
鷲爪の擁するホテルのパン職人見習い。パンバトルを経て聖樹の腕に感服し、雪の森で働き始める。
雨竜 義郎（うりゅう よしろう）
菓子・ベーカリー新聞記者。元パン職人で、聖樹の父の聖司と並ぶ、かつてのパン業界の風雲児。

## 作風とテーマ

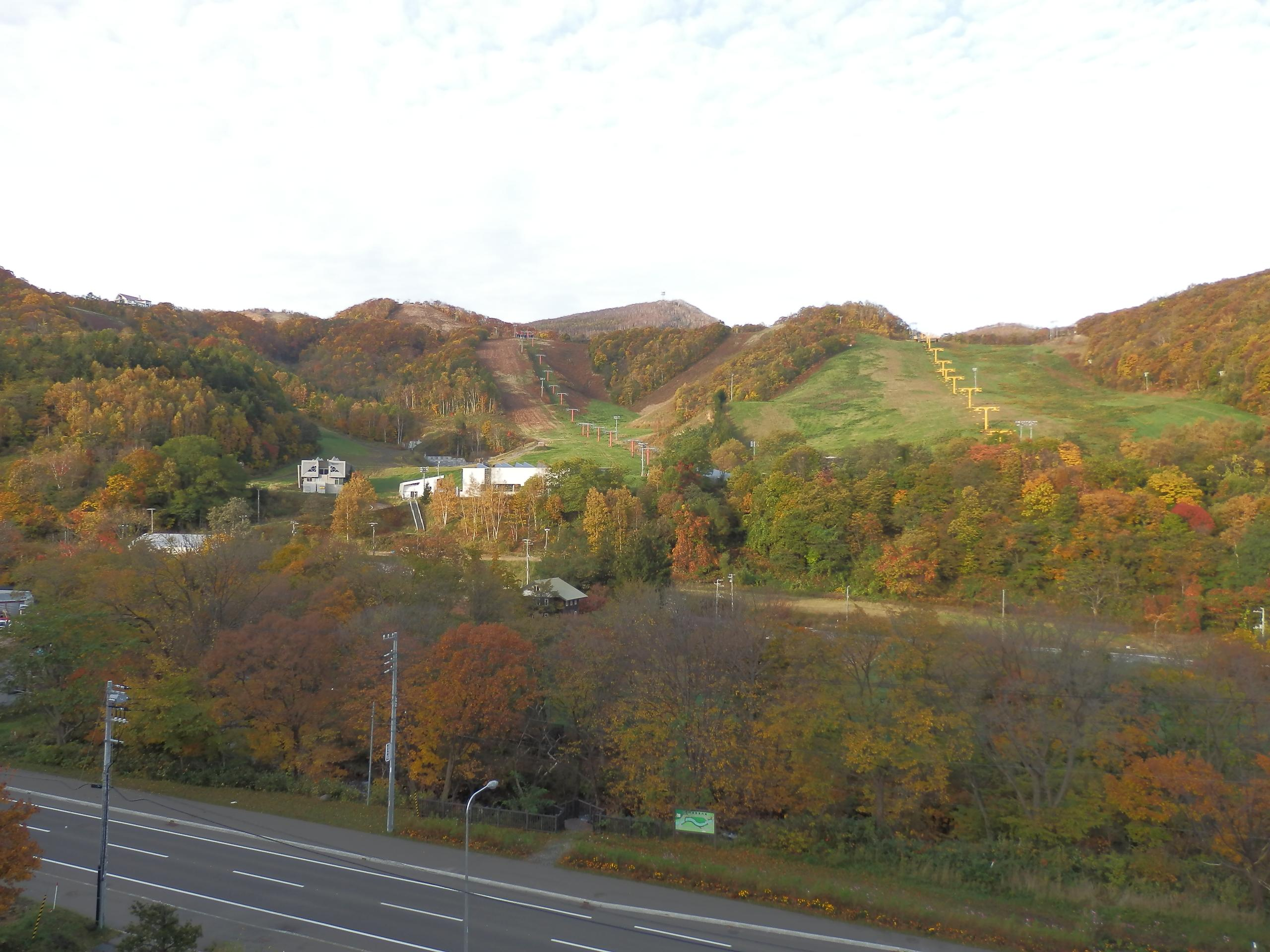
朝里川温泉スキー場

主人公は「パンオタク」と呼ばれるほど豊富なパンの知識の持ち主であり、作中ではパンの由来、製法、栄養素に至るまで、パンの知識が詳細に語られている。主人公の成長物語のために、ストーリー重視の作りではあるが、登場するパンによってはレシピも掲載されている。北海道が舞台のため、パンに扱う材料も、北海道産のものが多い。
小樽は坂の街であり、坂の中でも最も有名な坂として、単行本第1巻の表紙には小樽市稲穂の船見坂の景色が用いられている。舞台となるベーカリーペンション雪の森は、所在地は小樽市朝里と設定されており、原作者である山花典之は、朝里川温泉スキー場付近と語っている。作中では雪の森の所在地が、架空の町名として「小樽朝日川町」と表示される場面があるが、山花は「今後『朝里』に戻す予定」としており、中盤以降においては「朝里」と明言されている。
主人公はどちらかといえば暗い性格であるが、職場であるペンションに勤める女性を始めとして、1話完結の物語に次々に新たな登場人物が現れ、その多くの女性キャラクターが少なからず主人公に好意を持ち、主人公が彼女らに振り回されるという、ラブコメディの要素も特徴の一つにあげられている。

## 制作背景
原作者である山花典之は、本作以前からパンに関心を持っていた。本作に先駆けて、『ヤングガンガン』で短期集中連載としてパン屋を題材とした漫画『僕とユメと美味しいパン』を描いたものの、職人をキャラクターとしたために厨房にこもってしまい、客との接点を生み出すことが課題となった。そこで舞台をベーカリーペンションとして、客が宿泊しつつパンを食べ、コミュニケーションをとることのできる物語が企画された。
小樽を舞台にした理由は、山花が小樽出身であることに加えて、観光地であり、街の様子、見所、歴史を知っており、地元民や観光客の動きを把握しやすく、描きやすいとの考えであった。構想当時、山花は自身が好きな長野県を舞台として考えていたが、長野に詳しいわけではなく、土地勘もないために、説得力がなかった。ならばと出身地である小樽を提案したところ、観光地として知られている小樽が、ペンションを舞台とする漫画にふさわしいと考えられたことで、採用に至った。また企画当時の山花は、漫画家として苦しい時期にあり、故郷の力を借りたいとの想いもあった。
主人公の聖樹は、読者の共感を狙うと共に、長期にわたって描くことのできる職人漫画に、パンを素材に加えることによって、オタクで内気なキャラクターとして発想された。「聖樹」の名は、山花が通っている教会にいた少年の名前が由来である。この少年は12月25日に誕生したことから、キリストの十字架の意味で「聖なる樹」と名づけられており、山花はずっとこの名を気に行っていた。本作が企画されたとき、画数の多い「聖樹」の名とシンプルな「パン」とのバランスが非常に良いと考えられたことで、教会の「聖樹」少年の母に許可をとった上で、主人公の名に採用された。連載開始から2年を経た頃には、聖樹の苦悩が読者にも伝わることを意図して、中性的で華奢に描かれるよう、画風が変化している。羽咲と桔音の名は、作画のたかはし慶行がキャラクターデザインと共に提案した名である。たかはしがデビュー前に製作していた漫画のヒロインであると共に、北海道が舞台であることから「ウサギ」「キツネ」が連想されたことで名づけられた。
中盤以降の主人公とパン職人たちとの腕比べは「バトル編」「パンバトル」と呼ばれる。これまでの物語では主人公のパン作りのみの描写で済んだものの、バトル編では相手のパン職人の描写も要したため、パン屋に取材協力を求め、主人公側と相手側のパン双方を考案してもらい、最高峰のパンで且つ異なるアプローチになるよう、試行錯誤しながら製作したという。

## 社会的評価
物語の舞台である小樽の描写は、現実味に裏打ちされており、単なるご当地漫画の域を超えていると評価されている。たかはし慶行による作画も、日常的な街並みや風景にまでわたって、小樽の空気感を的確に再現している、と評されている。
作中に登場するパンが非常に美味しそうとする声、パンが焼きあがったときの釜伸び（オーブンでパンを焼くときパン生地が膨らむこと）や、パンの香り、感触、熱さ、味を彷彿させる描写を評価する声もある。

## 小樽市での催し
本作の舞台となった小樽市では、連載以降、本作にちなんだ様々な催しが開催された。
市立小樽図書館では、2016年9月に特別展示「聖樹のパンと小樽のパン屋さん」が開催された。同館1階に設置された特別展示コーナーで、山花典之のサインの他、パンに関する絵本やパンの作り方を紹介する本約60冊を並べ、同館館長と職員が2週間以上をかけて市内のパン屋を取材した成果が「おすすめのパン屋」として紹介され、パンを作る道具も展示紹介された。
翌2017年12月には、「商大生が小樽の活性化を本気で考えるプロジェクト（本気プロ）」に取り組む小樽商科大学の学生たちとの協同で、漫画と小樽の魅力を発信することを目的として、本作を題材とした企画展「小樽と『聖樹のパン』のつながり」展が開催された。これがきっかけとなり、本気プロの活動の集大成として、本作や小樽のパン屋の紹介などをまとめた冊子『小樽と聖樹のパン』が製作された。
同2017年のイベント「小樽アニメパーティー」では、山花典之とたかはし慶行のトークショーが行われ、北海道新聞社の取材に対して、山花が作品や小樽への思いを語った。市立小樽図書館と本気プロによる特設会場では、本作で掲載している小樽の名所を実際に撮影した写真と漫画の部分を合わせた展示が行われ、小樽市内のパン屋を取材して場所や販売しているパンが紹介された。
2019年7月には、映画やドラマのロケ誘致を進める小樽フィルムコミッションにより、無料でダウンロード可能なスマートフォン向け観光情報アプリ「めぐるっと」で、本作に登場する場所を360度見渡せる画像などで紹介するページの公開が開始された。
2021年には、市立小樽文学館で企画展「聖樹のパン - 小樽のパンから広がる世界! -」が開催され、山花から寄贈された原画や直筆イラストが展示された他、小樽のパン文化の歴史や、小樽ゆかりの作家である小林多喜二の伯父が創立したパン屋や、パンの製造販売をしている市内の15店舗が紹介された。

## 書誌情報
- 山花典之・たかはし慶行 『聖樹のパン』 スクウェア・エニックス〈ヤングガンガンコミックス〉、全12巻
  1. 2016年4月25日発行（2016年4月25日発売[50]）、ISBN 978-4-7575-4967-8
  2. 2016年10月25日発行（2016年10月25日発売[51]）、ISBN 978-4-7575-5136-7
  3. 2017年5月25日発行（2017年5月25日発売[52]）、ISBN 978-4-7575-5354-5
  4. 2017年10月25日発行（2017年10月25日発売[53]）、ISBN 978-4-7575-5515-0
  5. 2018年3月24日発行（2018年3月24日発売[54]）、ISBN 978-4-7575-5671-3
  6. 2018年8月25日発行（2018年8月25日発売[55]）、ISBN 978-4-7575-5824-3
  7. 2019年2月25日発行（2019年2月25日発売[56]）、ISBN 978-4-7575-6027-7
  8. 2019年7月25日発行（2019年7月25日発売[57]）、ISBN 978-4-7575-6214-1
  9. 2020年3月25日発行（2020年3月25日発売[58]）、ISBN 978-4-7575-6574-6
  10. 2020年9月25日発行（2020年9月25日発売[59]）、ISBN 978-4-7575-6858-7
  11. 2021年4月24日発行（2021年4月24日発売[60]）、ISBN 978-4-7575-7211-9
  12. 2021年10月25日発行（2021年10月25日発売[61]）、ISBN 978-4-7575-7539-4